# Ipeľské Úľany
Ipeľské Úľany és un poble i municipi d'Eslovàquia que es troba a la regió de Nitra, al sud-oest del país. La primera menció escrita de la vila es remunta al 1259.

## Demografia
| Godina             | 1994 | 2004    | 2014    | 2024   |
| ------------------ | ---- | ------- | ------- | ------ |
| Nombre de persones | 415  | 342     | 290     | 262    |
| Diferència         |      | −17,59% | −15,20% | −9,65% |

| Godina             | 2023 | 2024   |
| ------------------ | ---- | ------ |
| Nombre de persones | 263  | 262    |
| Diferència         |      | −0,38% |